# Ilmari Keinänen
Ilmari Keinänen (Kuopio, 5 novembre 1887 – Joensuu, 8 novembre 1934) è stato un ginnasta finlandese.

## Palmarès

### Olimpiadi
- 1 medaglia:
  - 1 argento (Stoccolma 1912 nel concorso libero a squadre)